# Andesia barilochensis
Andesia barilochensis är en fjärilsart som beskrevs av Angulo och De Bros 1996. Andesia barilochensis ingår i släktet Andesia och familjen nattflyn. Inga underarter finns listade i Catalogue of Life.